# Nowe Miasto nad Wartą
Nowe Miasto nad Wartą is een dorp in het Poolse woiwodschap Groot-Polen, in het district Średzki (Groot-Polen). De plaats maakt deel uit van de gemeente Nowe Miasto nad Wartą en telt 1543 (31 grudnia 1999) inwoners.